# Pandemia de COVID-19 en Sahara Occidental
Se confirmó que la pandemia de COVID-19 en Sahara Occidental se extendió el 4 de abril de 2020. Al ser un territorio en disputa, solo se reportaron casos en la zona ocupada por Marruecos, mientras que el gobierno norteafricano incluye las cifras saharauis en su propio registro pandémico. Según las autoridades saharauis, hasta el 1 de abril de 2022 hay más de 1894 casos confirmados en la zona de la República Árabe Saharaui Democrática.

## Cronología

### Abril de 2020
El 4 de abril, la Misión de las Naciones Unidas para el Referéndum del Sáhara Occidental (MINURSO) confirmó los primeros cuatro casos en la ciudad de Cabo Bojador.
El 9 de abril, MINURSO informó que se confirmaron dos nuevos casos en Dajla, lo que eleva el número de casos confirmados a seis.
El 24 de abril, la MINURSO notificó cuatro casos más, lo que elevó el número de casos confirmados a diez.

### Junio de 2020
El 19 de junio se habían confirmado 26 casos, el último de los casos fue notificado en El Aaiún. Un paciente había muerto (en Tinduf , el 24 de mayo), mientras que 23 se habían recuperado y 2 seguían siendo casos activos.

### Agosto de 2020
El 31 de agosto había 41 casos activos en El Aaiún.

### Abril de 2021
Según la prensa estatal de la RASD, el Ministerio de Salud Pública ha confirmado más de 500 casos positivos, 236 recuperados y 20 fallecimientos. Entre los infectados de COVID-19, estuvo el presidente de la RASD, Brahim Gali, que recibió atención médica en España, trasladado de urgencia desde el centro médico de Argelia donde se atendía, lo que provocó un escándalo político en España.

### Enero de 2022
El Ministerio de Salud Pública de la RASD anunció que la tercera semana de enero de 2022 había 35 nuevos casos positivos, 10 recuperados y 4 fallecimientos. La cifra contada de los campamentos de exiliados como en la denominada Zona Libre se elevó a 1975 casos acumulados, 1827 recuperaciones y 84 defunciones.